# Трипразеодимдиродий
Трипразеодимдиродий — бинарное неорганическое соединение
празеодима и родия
с формулой Rh2Pr3,
кристаллы.

## Получение
- Сплавление стехиометрических количеств чистых веществ:

{\displaystyle {\mathsf {3Pr+2Rh\ {\xrightarrow {1000^{o}C}}\ Rh_{2}Pr_{3}}}}

## Физические свойства
Трипразеодимдиродий образует кристаллы
тригональной сингонии,
пространственная группа R 3,
параметры ячейки a = 0,8784 нм, c = 1,668 нм, Z = 9,
структура типа диникельтриэрбия Er3Ni2
.
Соединение образуется по перитектической реакции при температуре ≈1000°C.